# Отель-де-Віль (Париж)

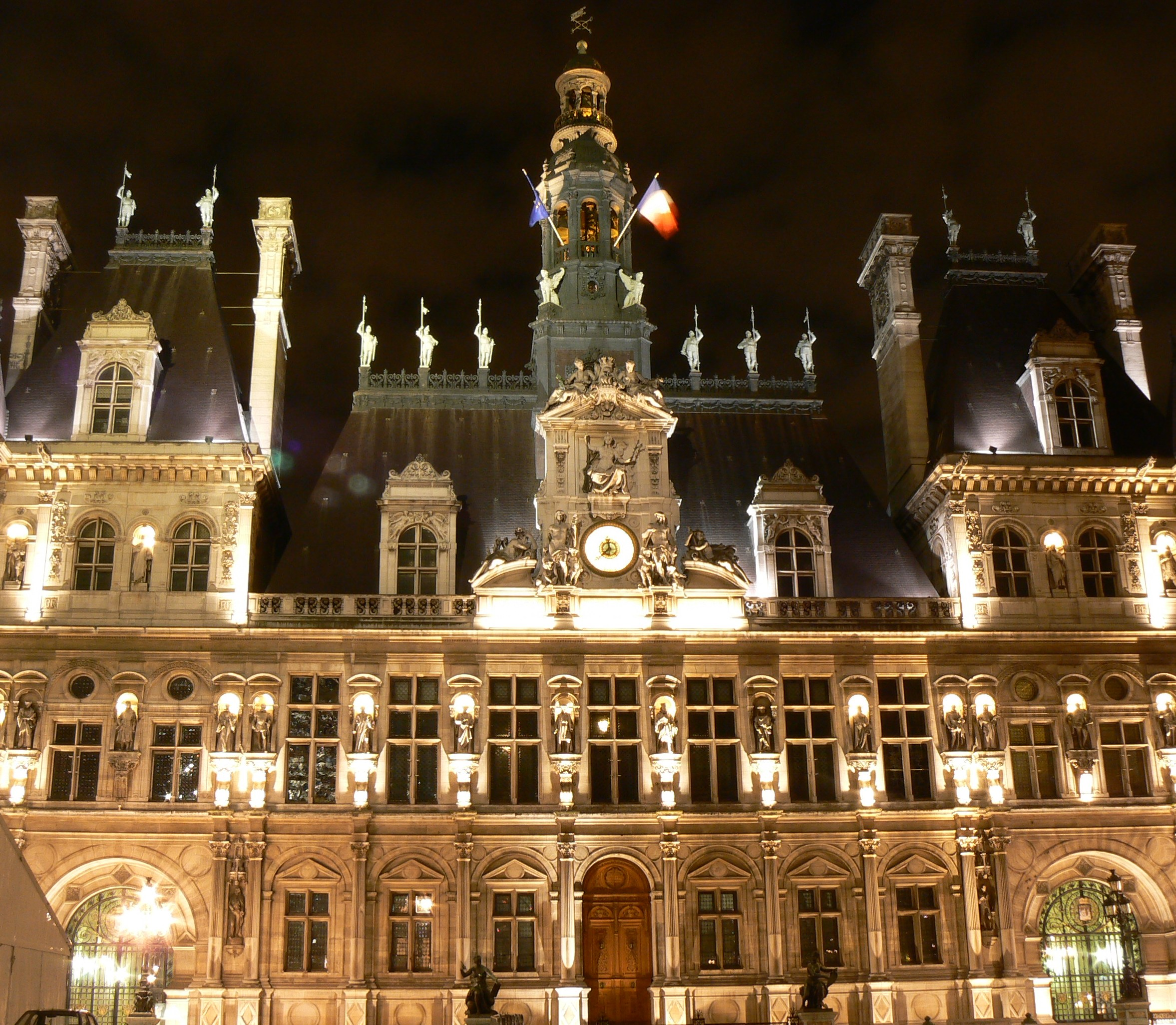
Отель-де-Віль вночі

Оте́ль-де-Віль (фр. Hôtel de Ville) — паризький палац, в якому з 1357 розміщуються паризькі муніципальні органи влади. Отель-де-Віль з фасадом завдовжки 110 м розташований на колишній середньовічній Гревській площі (фр. place de Grève), нині площі Отель-де-Віль в IV-му окрузі Парижа на правому березі Сени.

## Історія
У XVI столітті, на цьому місці знаходився будинок, побудований зодчим Доменніко да Кортона, але будинок згорів під час пожежі 1871 року, в ході боїв, які призвели до падіння Комуни. Сучасна будівля побудована в тому ж стилі за проєктом архітекторів Деперта і Баллю в 1882 році. Весь комплекс з його павільйонами, увінчаними куполами в формі зрізаних пірамід, і з безліччю статуй, розміщених всюди, без сумніву вражаючий і оригінальний. Дійсно, на чотирьох фасадах нараховується 136 статуй, а на терасі даху — статуя Етьєна Марселя — голови гільдії паризьких купців, зачинателя безладів, які струшували Париж у XIV столітті. Протягом століть будівля була свідком найважливіших історичних подій.
Найтрагічніше з них припадає, мабуть, на ранок 27 липня 1794 року — день, який за новим календарем, запровадженим республіканцями, був названий Дев'ятим днем Термідора. Робесп'єр — «Непідкупний» — замкнувся в ратуші зі своїми соратниками, намагаючись уникнути загрози громадянської війни, яка, як він був упевнений, повинна була внести розбрат. Коли солдати Конвенту увірвалися до кімнати, Робесп'єр намагався вистрілити собі в горло з пістолета, але він тільки поранив себе в щелепу. Він був схоплений і вранці наступного дня страчений.

## Скульптури на фасаді
Головний фасад прикрашають, встановлені в нішах, як і на фасаді Лувру або католицьких церков, статуї знаменитостей з історії Парижа, видатних діячів Республіки — це статуї художників, вчених, політиків, промисловців:
| - Жан Лерон Даламбер - Антуан Арно - Жан-Сільвен Байї - Клод Балі (Claude Ballin) - Антуан-Луї Барі - П'єр-Антуан Беррі - Жан-Батіст Біо - Нікола Буало - Етьєнн Буало - Луї Антуан де Бугенвіль - Андре Шарль Буль (André-Charles Boule) | - Гійом Бюде - Жан Бюллан - Арман-Гастон Камю - Годфруа Кавеньяк - Жан Симеон Шарден - Алексі Клод Клеро - Антуан Лавуазьє - Домінік де Кортона (Dominique de Cortone) - Шарль Лебрен - Анрі-Луї Каїн - Андре Ленотр | - П'єр Лесько - Есташ Лесюер - Франсуа Мирон (François Miron) - П'єр де Монтерей - Жан-Ніколя Паш - Етьєнн Паск'є - Шарль Перро - Луї-Бенуа Пікар - Кардинал Рішельє - Теодор Руссо - Вольтер - та ін. |

## Галерея

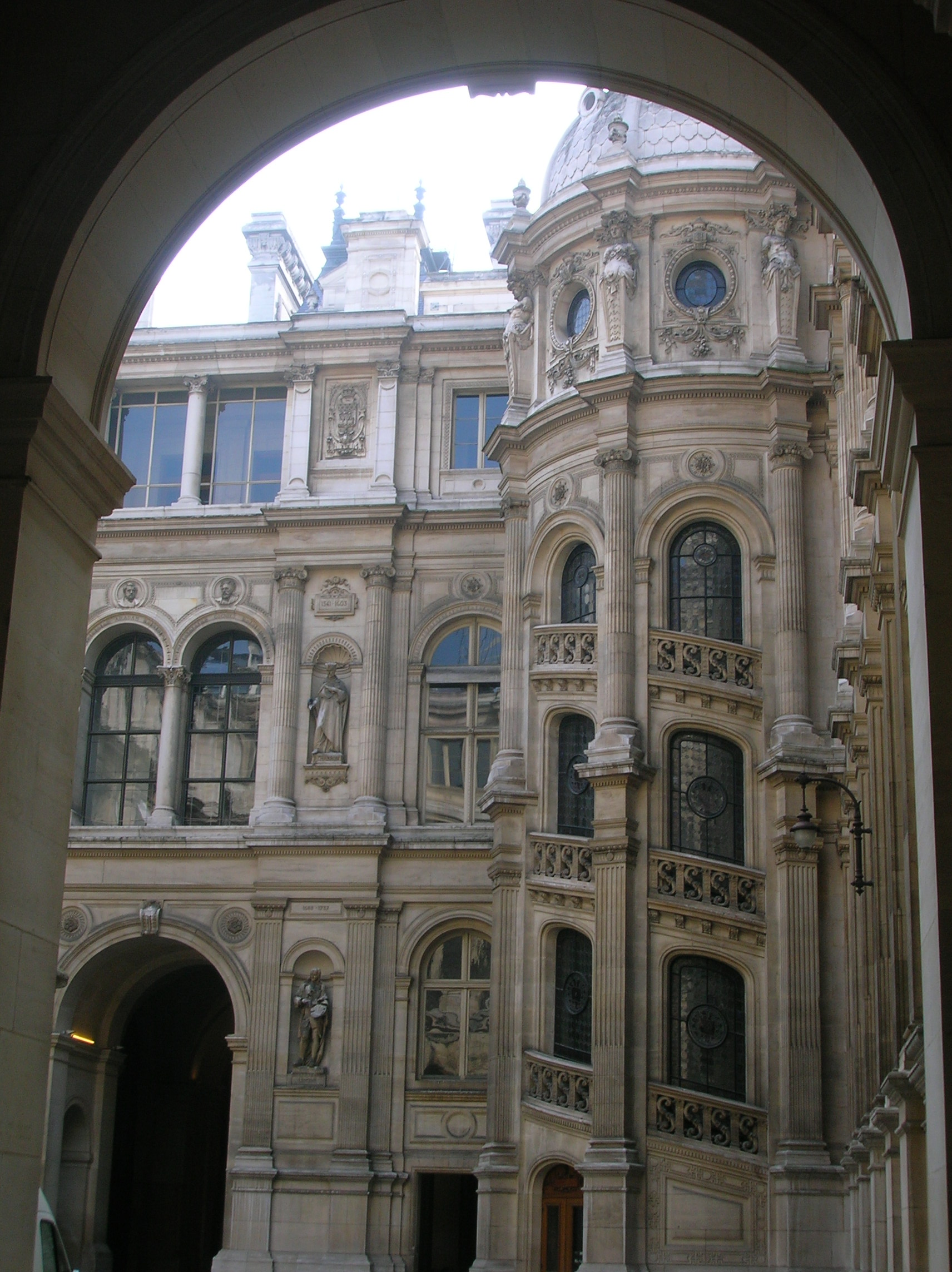
Внутрішній двір
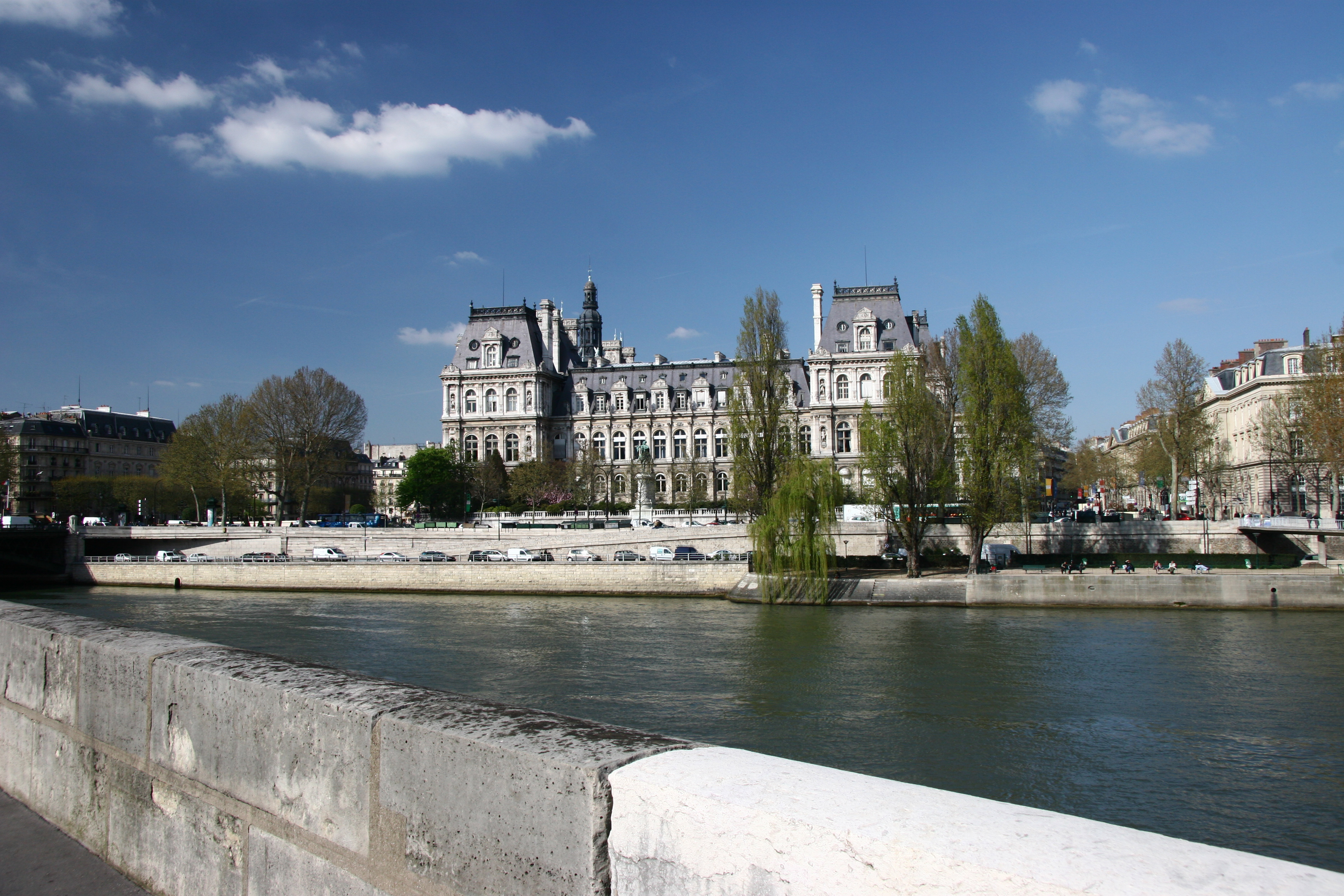
Вигляд будівлі з півдня. Поряд з річкою Сеною
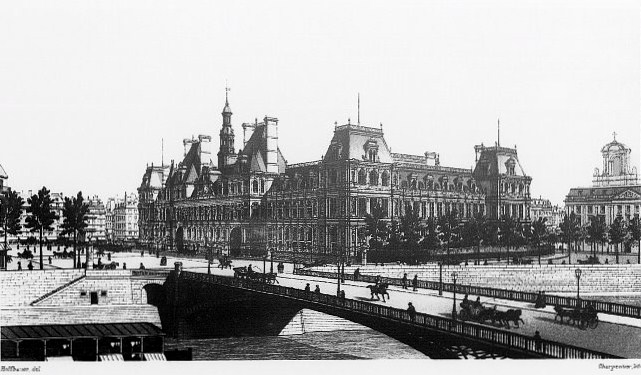
Отель-де-Віль на поч. ХХ ст.
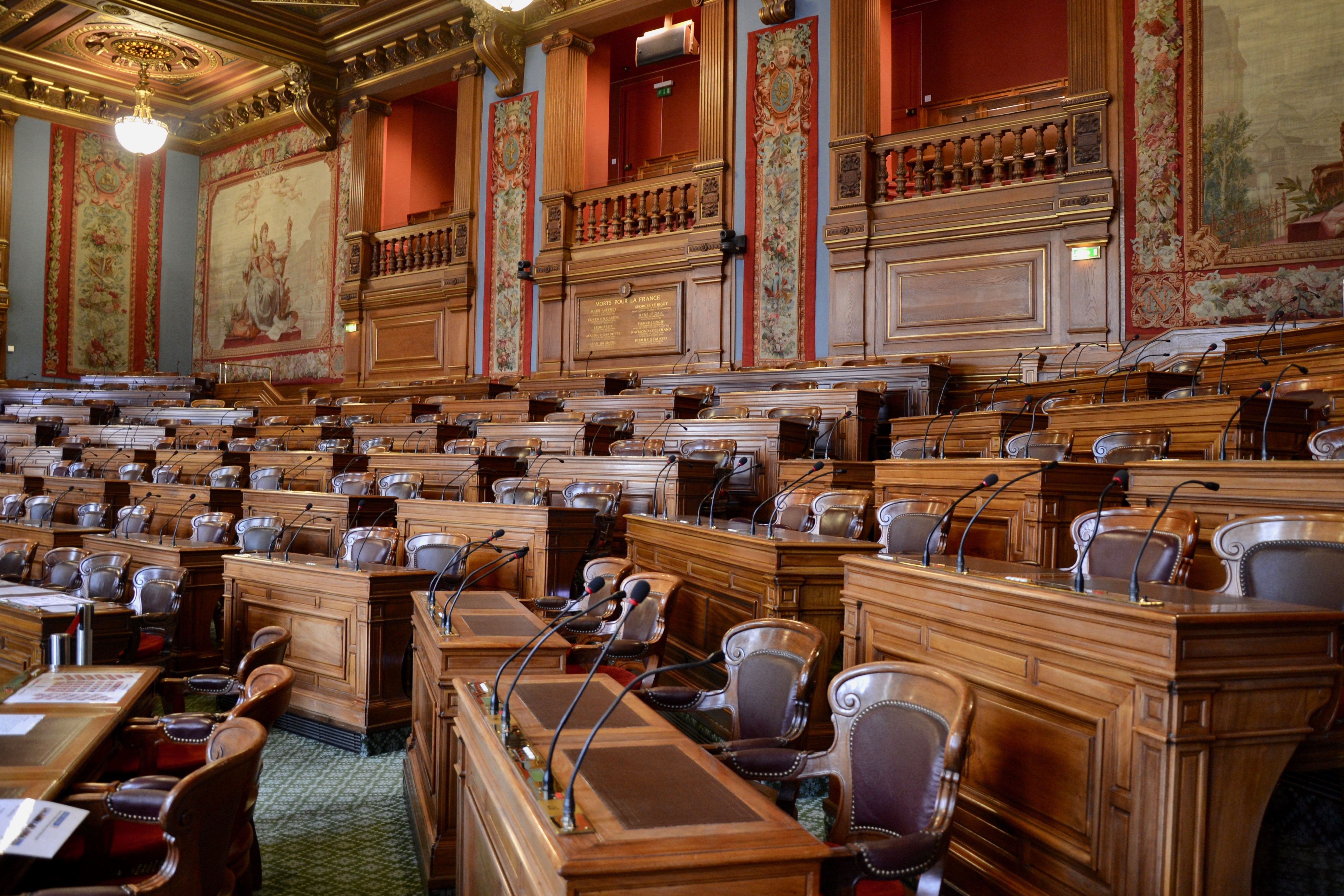
Зал засідань
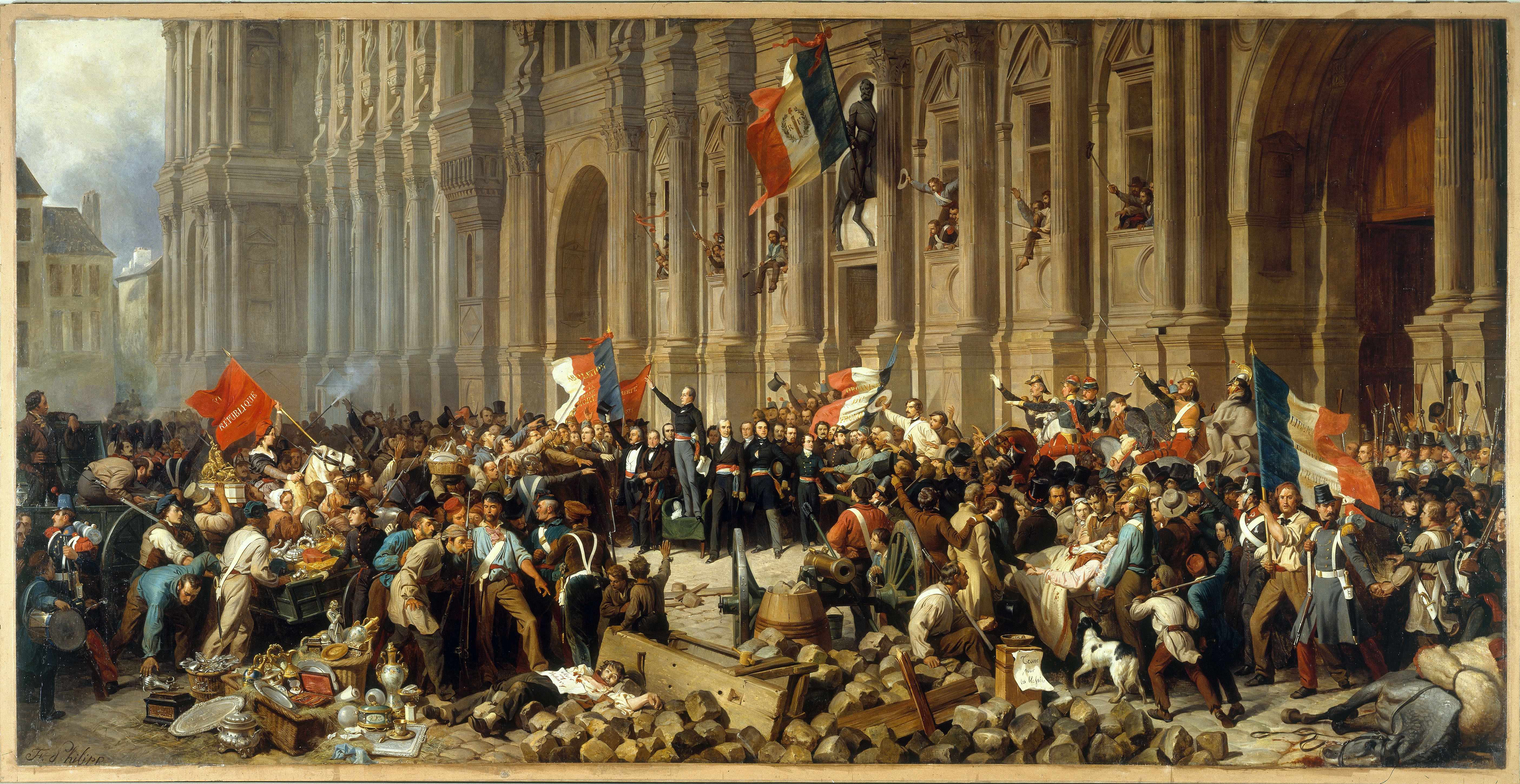
Альфонс де Ламартін (Alphonse de Lamartine) перед Отель-де-Вілем, Революція 1848 р.

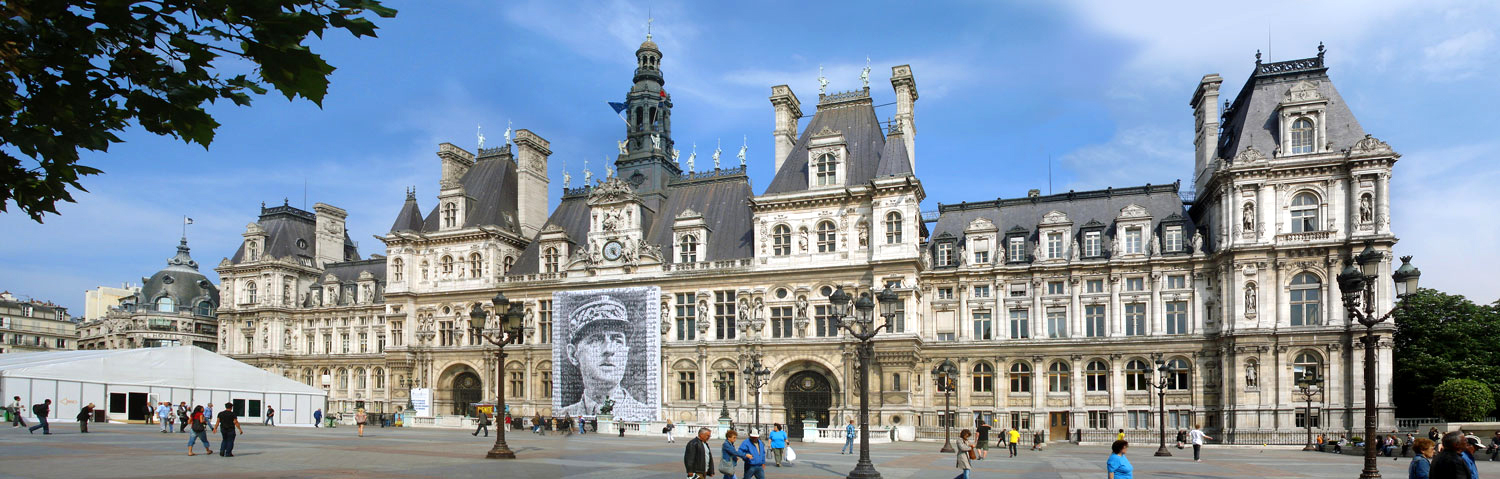
Паризький муніципалітет — Отель-де-Віль